# Fiona MacDonald
Pour les articles homonymes, voir MacDonald.
Fiona MacDonald, née le 9 décembre 1974 à Paisley en Écosse, est une curleuse Écossaise. 
Elle remporte le titre olympique aux Jeux olympiques d'hiver de 2002 à Salt Lake City avec une médaille d'or et elle représente la Grande Bretagne. En 40 matchs au total, elle a gagné 23 fois et perdue 17 fois.